# Bignay, Charente-Maritime
Bignay là một xã trong tỉnh Charente-Maritime Charente-Maritime trong vùng Nouvelle-Aquitaine, tây nam nước Pháp. Xã Bignay, Charente-Maritime nằm ở khu vực có độ cao trung bình 37 mét trên mực nước biển.